# Hirmuse
Koordinaten: 59° 20′ N, 26° 59′ O
Hirmuse ist ein Dorf (estnisch küla) im Kreis Ida-Viru (Ost-Wierland) im Nordosten Estlands. Seit Oktober 2013 liegt es in der Landgemeinde Lüganuse (Lüganuse vald). Bis zu deren Bildung lag es in der Landgemeinde Maidla (Maidla vald).
Das Dorf hat 25 Einwohner (Stand 2000).